# Seleção Gabonense de Futebol
A Seleção Gabonense de Futebol representa o Gabão nas competições de futebol da FIFA. Ela é filiada à FIFA, à CAF e à UNIFFAC.
Nunca obteve classificação para uma Copa do Mundo, embora tivesse participado de 6 edições da Copa das Nações Africanas. Seus melhores resultados foram nas edições de 1996 e 2012, quando foi sede em conjunto com a Guiné Equatorial, ao conquistar 2 quartos lugares.
Entre 2003 e 2005, o Gabão teve como treinador Jairzinho, tricampeão mundial pela Seleção Brasileira na Copa de 1970.

## Desempenho em Copas
- 1930 a 1962 - Não se classificou.

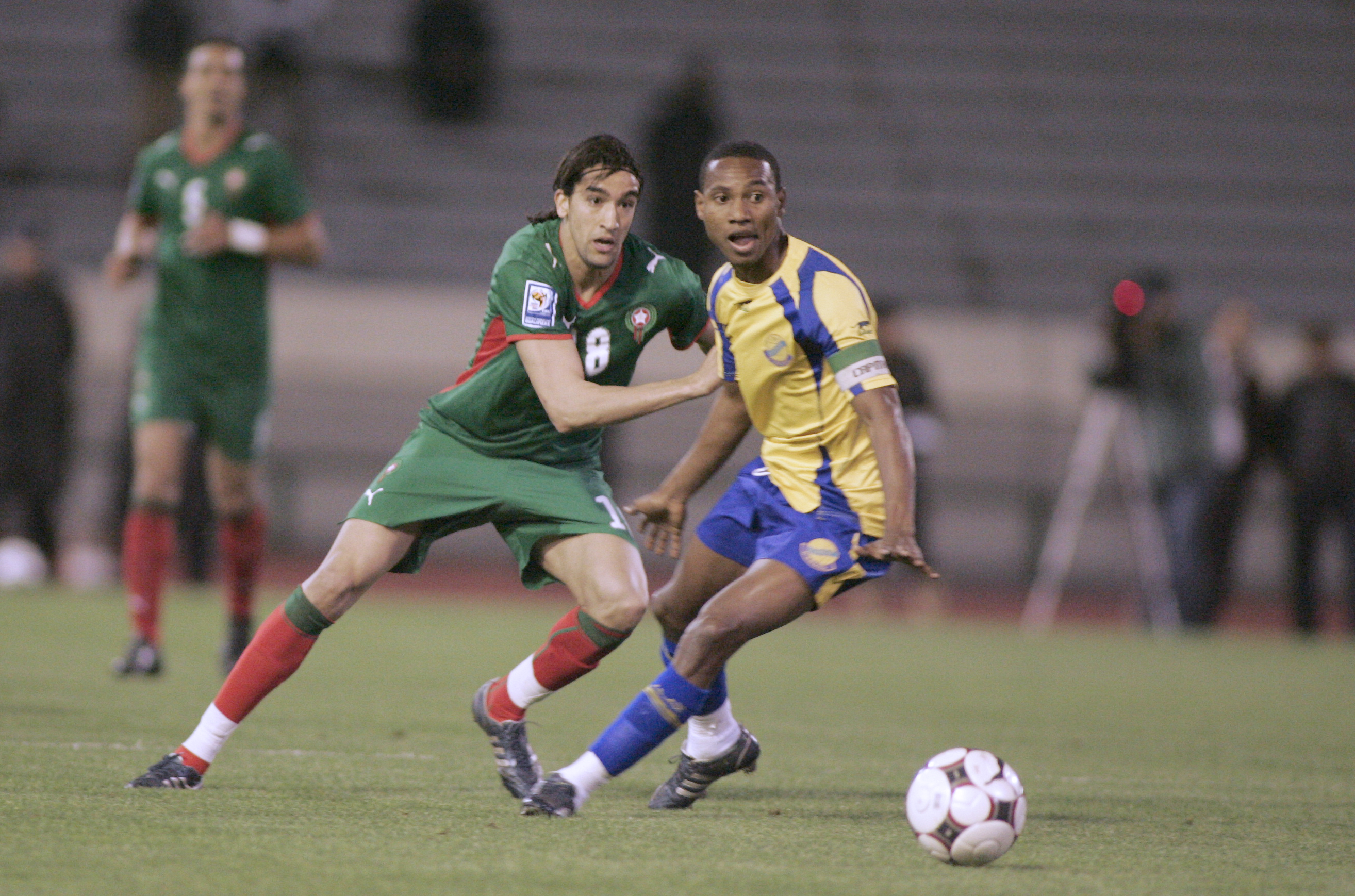
O gabonês Paul Kessany disputa bola com o marroquino Youssef Hadji na partida vencida pelos gaboneses por 2 a 1, em plena Casablanca.

- 1966 - Desistiu na Eliminatórias em protesto ao arranjo das vagas.
- 1970 - Não se classificou.
- 1974 - Desistiu.
- 1978 a 2022 - Não se classificou.

## Desempenho na Copa das Nações Africanas
- 1957 a 1970 - Não se classificou.
- 1974 - Desistiu.
- 1976 - Não se classificou.
- 1978 - Desistiu.
- 1980 - Não se classificou.
- 1982 - Desistiu.
- 1984 a 1992 - Não se classificou.
- 1994 - Primeira fase
- 1996 - Quartas-de-final
- 1998 - Não se classificou.
- 2000 - Primeira fase
- 2002 a 2008 - Não se classificou.
- 2010 - Primeira fase
- 2012 - Quartas de Final (Classificado automaticamente por ser a sede, junto com a Guiné Equatorial.)
- 2013 - Não se classificou.
- 2015 - Primeira fase
- 2017 - Primeira fase
- 2019 - Não se classificou

## Uniformes

### Uniformes atuais
- 1º - Camisa amarela, calção e meias azuis.
- 2º - Camisa branca, calção e meias brancas.

| Primeiro Uniforme | Segundo Uniforme |  |

### Uniformes dos goleiros
- Camisa cinza, calções e meias cinzas;
- Camisa laranja, calções e meias laranjas.

| Cores do Time · Cores do Time · Cores do Time · Cores do Time · Cores do Time | Cores do Time · Cores do Time · Cores do Time · Cores do Time · Cores do Time |  |

### Uniformes anteriores
- 2011

| Primeiro | Segundo |  |